# 15 Anos (álbum de Banda Calypso)
15 Anos é o décimo álbum ao vivo e oitavo de vídeo do conjunto musical brasileiro Calypso. Para celebrar seus 15 anos de carreira, o grupo o gravou em 23 de novembro de 2014 na Praça Siqueira Campos, em Belém, Pará, que contou com a presença de 90 mil pessoas e a participação de Calcinha Preta, Daniel, Ludmila Ferber, David Assayag, Edilson Santana, Lia Sophia, Mestre Vieira, Mestre Curica, Alberto Moreno, Edílson Moreno, Marcello Wall, Nelsinho Rodrigues e Viviane Batidão. 15 Anos foi lançado em 5 de junho de 2015 e gerou como single "Vamos Ficar de Bem".

## Faixas
| DVD            |                                                                                           |                                              |               |  |
| N.º            | Título                                                                                    | Compositor(es)                               | Duração       |  |
| 1.             | "Abertura"                                                                                | Joelma Mendes                                | 1:48          |  |
| 2.             | "Vamos Ficar de Bem"                                                                      | Paulinho Paixão                              | 4:08          |  |
| 3.             | "Passe de Mágica"                                                                         | Edilson Morenno Glayse Dominguez             | 3:34          |  |
| 4.             | "Dançando Calypso"                                                                        | Josiel Carla Maués                           | 3:10          |  |
| 5.             | "Meu Novo Amor"                                                                           | Paulinho Paixão                              | 3:42          |  |
| 6.             | "Vibrações"                                                                               | Marquinhos Maraial Beto Caju                 | 3:37          |  |
| 7.             | "Vem Balançar!"                                                                           | Edilson Morenno Glayse Dominguez             | 3:33          |  |
| 8.             | "Na Batidinha da Calypso"                                                                 | Marquinhos Maraial Beto Caju Junior Maceió   | 3:49          |  |
| 9.             | "Fórmula Mágica/Dois Corações"                                                            | Tonny Brasil                                 | 4:06          |  |
| 10.            | "Objeto de Desejo"                                                                        | Edu Luppa Beto Caju                          | 4:42          |  |
| 11.            | "Como Eu Te Amei" (Part. de Calcinha Preta)                                               | Beto Caju Marquinhos Maraial                 | 3:51          |  |
| 12.            | "A Saudade Bateu"                                                                         | Marquinhos Maraial Beto Caju                 | 3:25          |  |
| 13.            | "Doce Mel"                                                                                | Edu Luppa                                    | 4:17          |  |
| 14.            | "Minha Vida Não é Vida Sem Você" (Part. de Daniel)                                        | Marquinhos Maraial Beto Caju                 | 3:44          |  |
| 15.            | "Unção Sem Limites/Buscar Tua Face é Preciso" (Part. de Ludmila Ferber)                   | Ludmila Ferber                               | 6:49          |  |
| 16.            | "Gritar de Amor"                                                                          | Ronery                                       | 3:53          |  |
| 17.            | "Esperando Por Você"                                                                      | Tonny Brasil                                 | 3:42          |  |
| 18.            | "Chama Guerreira" (Part. David Assayag & Edilson Santana)                                 | Edilson Morenno Tonny Brasil Luis Nascimento | 3:57          |  |
| 19.            | "Lero Lero"                                                                               | Lia Sophia Daniel Delatuche                  | 2:58          |  |
| 20.            | "Amor de Promoção/Ai Menina" (Part. Lia Sophia)                                           | Lia Sophia                                   | 6:22          |  |
| 21.            | "Mestres da Guitarrada: A Lambada do Rei/Olha o Mestre Aí" (Part. Mestre Vieira & Curica) | Mestre Vieira                                | 3:57          |  |
| 22.            | "Por Não Ter o Seu Amor"                                                                  | Jorger Benner Nezir Oliveira                 | 2:55          |  |
| 23.            | "Agora Eu Não Sei" (Part. Alberto Moreno)                                                 | Alberto Moreno                               | 3:54          |  |
| 24.            | "Não Me Deixe Só" (Part. Edilson Morenno)                                                 | Edilson Morenno                              | 4:12          |  |
| 25.            | "A Cura" (Part. Marcelo Wal)                                                              | Batan                                        | 3:33          |  |
| 26.            | "Gererê" (Part. Nelsinho Rodrigues)                                                       | Tonny Brasil                                 | 3:47          |  |
| 27.            | "Vem Meu Amor (Xa Na Na)" (Part. Viviane Batidão)                                         | Viviane Batidão                              | 2:39          |  |
| 28.            | "Beija-Flor/Gringo Lindo" (Medley)                                                        | Louro Santos Mario Sena                      | 4:00          |  |
| 29.            | "Vendaval/Se Quebrou" (Medley)                                                            | Adilson Ribeiro Bruno Rafael Elias Muniz     | 3:37          |  |
| 30.            | "Encerramento"                                                                            |                                              |               |  |
| Duração total: | Duração total:                                                                            | Duração total:                               | 1:56:09 - DVD |  |

| CD 1 |                                                                         |                                            |         |  |
| N.º  | Título                                                                  | Compositor(es)                             | Duração |  |
| 1.   | "Vamos Ficar de Bem"                                                    | Paulynho Paixão                            | 4:08    |  |
| 2.   | "Passe de Mágica"                                                       | Edilson Morenno Glayse Dominguez           | 3:34    |  |
| 3.   | "Dançando Calypso"                                                      | Josiel Carla Maués                         | 3:10    |  |
| 4.   | "Meu Novo Amor"                                                         | Paulynho Paixão                            | 3:42    |  |
| 5.   | "Vibrações"                                                             | Marquinhos Maraial Beto Caju               | 3:37    |  |
| 6.   | "Vem Balançar!"                                                         | Edilson Morenno Glayse Dominguez           | 3:33    |  |
| 7.   | "Na Batidinha da Calypso"                                               | Marquinhos Maraial Beto Caju Junior Maceió | 3:49    |  |
| 8.   | "Fórmula Mágica/Dois Corações"                                          | Tonny Brasil                               | 4:06    |  |
| 9.   | "Objeto de Desejo"                                                      | Edu Luppa Beto Caju                        | 4:42    |  |
| 10.  | "Como Eu Te Amei" (Part. de Calcinha Preta)                             | Beto Caju Marquinhos Maraial               | 3:51    |  |
| 11.  | "A Saudade Bateu"                                                       | Marquinhos Maraial Beto Caju               | 3:25    |  |
| 12.  | "Doce Mel"                                                              | Edu Luppa                                  | 4:17    |  |
| 13.  | "Minha Vida Não é Vida Sem Você" (Part. de Daniel)                      | Marquinhos Maraial Beto Caju               | 3:44    |  |
| 14.  | "Unção Sem Limites/Buscar Tua Face é Preciso" (Part. de Ludmila Ferber) | Ludmila Ferber                             | 6:49    |  |

| CD 2 |                                                                                           |                                              |         |  |
| N.º  | Título                                                                                    | Compositor(es)                               | Duração |  |
| 1.   | "Gritar de Amor"                                                                          | Ronery                                       | 3:53    |  |
| 2.   | "Esperando Por Você"                                                                      | Tonny Brasil                                 | 3:42    |  |
| 3.   | "Chama Guerreira" (Part. David Assayag & Edilson Santana)                                 | Edilson Morenno Tonny Brasil Luis Nascimento | 3:57    |  |
| 4.   | "Lero Lero"                                                                               | Lia Sophia Daniel Delatuche                  | 2:58    |  |
| 5.   | "Amor de Promoção/Ai Menina" (Part. Lia Sophia)                                           | Lia Sophia                                   | 6:22    |  |
| 6.   | "Mestres da Guitarrada: A Lambada do Rei/Olha o Mestre Aí" (Part. Mestre Vieira & Curica) | Mestre Vieira                                | 3:57    |  |
| 7.   | "Por Não Ter o Seu Amor"                                                                  | Jorger Benner Nezir Oliveira                 | 2:55    |  |
| 8.   | "Agora Eu Não Sei" (Part. Alberto Moreno)                                                 | Alberto Moreno                               | 3:54    |  |
| 9.   | "Não Me Deixe Só" (Part. Edilson Morenno)                                                 | Edilson Morenno                              | 4:12    |  |
| 10.  | "A Cura" (Part. Marcelo Wal)                                                              | Batan                                        | 3:33    |  |
| 11.  | "Gererê" (Part. Nelsinho Rodrigues)                                                       | Tonny Brasil                                 | 3:47    |  |
| 12.  | "Vem Meu Amor (Xa Na Na)" (Part. Viviane Batidão)                                         | Viviane Batidão                              | 2:39    |  |
| 13.  | "Beija-Flor/Gringo Lindo"                                                                 | Louro Santos Mario Sena                      | 4:00    |  |
| 14.  | "Vendaval/Se Quebrou"                                                                     | Adilson Ribeiro Bruno Rafael Elias Muniz     | 7:13    |  |